# Embelia kerrii
Embelia kerrii är en viveväxtart som beskrevs av Fletcher. Embelia kerrii ingår i släktet Embelia och familjen viveväxter. Inga underarter finns listade i Catalogue of Life.